# Monteparano
Monteparano is een gemeente in de Italiaanse provincie Tarente (regio Apulië) en telt 2355 inwoners (31-12-2004). De oppervlakte bedraagt 3,7 km², de bevolkingsdichtheid is 636 inwoners per km².

## Demografie
Monteparano telt ongeveer 835 huishoudens. Het aantal inwoners daalde in de periode 1991-2001 met 5,5% volgens cijfers uit de tienjaarlijkse volkstellingen van ISTAT.
| Jaar | Inwoneraantal |
| ---- | ------------- |
| 1991 | 2551          |
| 2001 | 2411          |

## Geografie
De gemeente ligt op ongeveer 135 m boven zeeniveau.
Monteparano grenst aan de volgende gemeenten: Carosino, Roccaforzata, Fragagnano, San Giorgio Ionico, Tarente.
Avetrana · Carosino · Castellaneta · Crispiano · Faggiano · Fragagnano · Ginosa · Grottaglie · Laterza · Leporano · Lizzano · Manduria · Martina Franca · Maruggio · Massafra · Monteiasi · Montemesola · Monteparano · Mottola · Palagianello · Palagiano · Pulsano · Roccaforzata · San Giorgio Ionico · San Marzano di San Giuseppe · Sava · Statte · Tarente · Torricella
1. ↑  https://demo.istat.it/?l=it.